# Cloxazolam
Cloxazolam (nomes comerciais: Olcadil, Clozal e Cloxam) é uma substância utilizada como medicamento pertencente ao grupo e subgrupos:
- Medicamentos Sistema nervoso central
  - Psicofármacos
    - Ansiolíticos,  sedativos e hipnóticos
      - Benzodiazepinas

## Indicações
- Perturbações da  ansiedade e sintomas ansiosos.

Suas principais indicações são os distúrbios emocionais, especialmente ansiedade, medo, fobias, inquietude, astenia e sintomas depressivos; distúrbios comportamentais, especialmente má adaptação social; distúrbios do sono, tais como, dificuldade em dormir ou sono interrompido e despertar precoce; sintomas somáticos, funcionais de origem psicogênica, sentimentos de opressão e certos tipos de dores.

## Reacções adversas
- Sonolência
- Descoordenação motora
- Alterações gastrointestinais
- Diarreia
- Vómitos
- Alterações do  apetite
- Alterações visuais
- Irregularidades cardiovasculares
- Amnésia anterógrada
- Confusão
- Depressão
- Vertigem
- O seu uso prolongado pode causar dependência psicológica e físca, a síndrome de abstinência quando a medicação é interrompida abruptamente pode causar convulsões

## Contraindicações e precauções
- As doses devem ser reduzidas nos idosos
- Deve ser administrado com cuidado em doentes com miastenia gravis ou insuficiência respiratória ou com apneia do sono

## Interacções
Deve ser evitado o uso concomitante de álcool e medicamentos depressores do Sistema Nervoso Central.

## Farmacocinética
- Cloxazolam atravessa a barreira placentária e aparece em pequenas doses no leite materno